# Robert-Lee Eskridge
Robert-Lee Eskridge, né à Philipsburg le 22 novembre 1891 et mort à Honolulu le 14 avril 1975, est un peintre et illustrateur américain.

## Biographie
Fils d'Ella May Moore et de Joshua Hargus Eskridge, il nait à Philipsburg mais déménage dans son enfance à Pasadena. Il étudie à l' Université de Californie du Sud, au Los Angeles College of Fine Arts, à l'Art Institute of Chicago, à l'École de l'Art Institute of Chicago puis est élève de George Senseney et André Lhote à Paris. Il expose au Salon des artistes français dès 1925. 
Il voyage en Espagne et dans les mers du Sud puis vit à Chicago, New York et Coronado Beach (1917-1932) avant de s'installer à Honolulu en 1932 où il enseigne à l'Université d'Hawaï. 
Durant la Grande Dépression, il travaille comme peintre muraliste à la Work Projects Administration. 
Ses œuvres sont conservées à l'Honolulu Museum of Art et au Smithsonian American Art Museum.